# Литовський грош
Литовський грош (також грош, Л. г.) — назва литовської срібної монети типу грош, що почала карбуватися після 1526 року у Великому Князівстві Литовському за правління короля, великого князя Сигізмунда I Старого на Віленському монетному дворі. Його сучасником був польський грош, який почав карбуватись трохи раніше. 4 литовських гроші = 5 польських (П. г. в середньому важив 2,059 г, карбувався зі срібла 375-ї проби). Тоді 1 польський гріш = 18 денаріїв, 1 злотий вартував 30 П. г.
За короля Сигізмунда II Авґуста карбувався у Вільнюсі частково за польською стопою (на 1 П. г. йшло 8 литовських денаріїв, на 1 литовський грош — 10).
Після реформи короля Стефана Баторія 1578 —1580 років польські та литовські монети стали однакової якості, маси, відрізнялись тільки зовнішнім оформленням.

Був досить поширеною монетою на тодішніх українських землях в складі Речі Посполитої, часто трапляється в скарбах.